# Miklavec
Miklavec is een plaats in de gemeente Podturen in de Kroatische provincie Međimurje. De plaats telt 568 inwoners (2001).